# I Shot the Sheriff
I Shot The Sheriff è una canzone del gruppo giamaicano The Wailers, estratta come singolo dall'album Burnin' e pubblicata nel 1973.
Nel testo si parla di un uomo che ammette di aver ucciso lo sceriffo della sua città, ma viene tuttavia accusato di avere eliminato il vice. In tribunale egli afferma di avere agito per legittima difesa, in quanto lo sceriffo stava per sparargli. Marley ha spiegato in un'intervista: Volevo dire "Ho sparato alla polizia", ma il governo avrebbe fatto un polverone così ho detto invece "Ho sparato allo sceriffo"... ma è lo stesso concetto: la Giustizia

## Cover di Eric Clapton
Eric Clapton pubblicò una cover di I Shot the Sheriff nel suo album del 1974 461 Ocean Boulevard, arrivando alla posizione numero 1 della Billboard Hot 100, in Nuova Zelanda ed in Canada per due settimane, terza in Norvegia, quarta in Germania, quinta nei Paesi Bassi e nona nel Regno Unito. Nel 2003 la cover venne inserita nella Grammy Hall of Fame.

### Classifiche

#### Settimanali
| Chart (1974)                      | Peak position |
| --------------------------------- | ------------- |
| Australia (Kent Music Report)     | 11            |
| Austria                           | 19            |
| Fiandre                           | 7             |
| Belgio (VRT Top 30 Flanders)      | 2             |
| Canada (CHUM)                     | 1             |
| Canadatopsingles                  | 1             |
| Francia (IFOP)                    | 28            |
| Germania2                         | 4             |
| Dutch40                           | 5             |
| Dutch100                          | 5             |
| Nuova Zelanda (RIANZ)             | 1             |
| Norvegia                          | 3             |
| Sud Africa (Springbok Radio)      | 11            |
| UK                                | 9             |
| U.S.A. Billboard Hot 100          | 1             |
| U.S.A. Billboard Hot Soul Singles | 33            |
| U.S.A. Cash Box                   | 1             |
| U.S.A. Record World               | 1             |

| Classifica (1982)                    | Posizione |
| ------------------------------------ | --------- |
| Irlanda (IRMA)                       | 23        |
| UK Singles (Official Charts Company) | 64        |

#### Di fine anno
| Classifica (1974)             | Posizione |
| ----------------------------- | --------- |
| Belgio (Ultratop 50 Flanders) | 58        |
| Canada (RPM Top 200)          | 11        |
| Paesi Bassi (Dutch Top 40)    | 50        |
| U.S.A. Billboard Hot 100      | 76        |

## Cover di Warren G
I Shot the Sheriff fu re-interpretato dal rapper Warren G (che vi aggiunse anche un testo supplementare e un coro eseguito da Nancy Fletcher) e pubblicato nel 1997 come singolo pilota dall'album Take a Look Over Your Shoulder. Ebbe successo in molti Paesi. Negli Stati Uniti raggiunse la posizione 20 della Billboard Hot 100, vincendo il disco d'oro dalla RIAA il 2 maggio 1997, in Inghilterra toccò il secondo posto e in Nuova Zelanda il primo.
Il remix ufficiale fu prodotto dal membro dei EPMD Erick Sermon e si basa proprio sul brano di questi ultimi Strictly Business, che a sua volta usa un campionamento della cover di Clapton.

### Classifiche

#### Settimanali
| Classifica (1997)                    | Posizione |
| ------------------------------------ | --------- |
| Australia                            | 8         |
| Austria                              | 18        |
| Flanders Tip                         | 16        |
| Vallonia                             | 31        |
| Finlandia                            | 6         |
| Francia                              | 30        |
| Germania                             | 27        |
| Irlanda (IRMA)                       | 11        |
| Italia (FIMI)                        | 11        |
| Netherlands (Mega Single Top 100)    | 63        |
| Nuova Zelanda                        | 1         |
| Norvegia                             | 19        |
| Svezia                               | 11        |
| Svizzera                             | 12        |
| UK Singles (Official Charts Company) | 2         |
| U.S.A. Billboard Hot 100             | 20        |
| U.S.A. Billboard Hot R&B Singles     | 16        |
| U.S.A. Billboard Hot Rap Singles     | 5         |

#### Di fine anno
| Classifica (1997)        | Posizione |
| ------------------------ | --------- |
| Australia (ARIA)         | 58        |
| Italia (FIMI)            | 90        |
| U.S.A. Billboard Hot 100 | 85        |

## Nella cultura di massa
- Nell'episodio del 17 febbraio 1977 della serie televisiva The Jacksons, I Shot the Sheriff venne unita a Cisco Kid e cantata da Michael Jackson su uno sfondo di un bar del far west.
- I figli di Bob Marley, gli Ziggy Marley and the Melody Makers hanno suonato il brano in molti loro concerti, come quello al Chiemsee Reggae Summer in Germania nel luglio del 2000.
- Nel 2000, il pezzo venne re-interpretato in versione ska punk dai Voodoo Glow Skulls per il loro Symbolic.
- La stessa cosa fece nel 2008 l'ex American Idol Jason Castro.
- Nella canzone Be Free di Ziggy Marley, uno dei versi è "I shot the deputy, now you know".
- La star reggae della Costa d'Avorio Alpha Blondy registrò una cover in francese del singolo, dal titolo, J'ai Tué Le Commissaire che incluse nel suo disco del 2013 Mystic Power.

## Cover in altre lingue
| Paese     | Artista                                | Titolo                     |
| --------- | -------------------------------------- | -------------------------- |
| Finlandia | Kirka (1975)                           | Taas nousen junaan         |
| Svezia    | Just D (1995)                          | Jag sköt sheriffen         |
| Ucraina   | Бумбокс (2005)                         | Хто наклав у бобік         |
| Spagna    | Ermitaños Del Rio (2005)               | Yo disparé al sargentillo  |
| Germania  | Knorkator (2008)                       | Ich erschoss den Kommissar |
| Germania  | We Butter the Bread with Butter (2008) | I Shot the Sheriff         |
| Egitto    | Feel El Neel (2012)                    | Ana Takheet El-Zabet       |
| Senegal   | Alpha Blondy (2013)                    | J'ai tué le commissaire    |